# Campionati mondiali di tiro a volo 1939
I campionati mondiali di tiro 1939 furono la settima edizione dei campionati mondiali di questo sport e si disputarono a Berlino. La squadra prima nel medagliere fu la Germania.

## Risultati

### Uomini

#### Fossa olimpica
| Evento      | Oro              | Oro       | Argento                                                  | Argento   | Bronzo                                                                      | Bronzo    |
| Evento      | Atleta           | Risultato | Atleta                                                   | Risultato | Atleta                                                                      | Risultato |
| Individuale | Sándor Lumniczer | 288       | von den Bongart                                          | 285       | Adolfo Manfredi                                                             | 284       |
| A squadre   | Germania ?       | 829       | Italia Adolfo Manfredi Lorenzo Piervitali Dino Ramponi ? | 822       | Ungheria István Strassburger Ladislaus Szapary Sándor Lumniczer Sándor Dora | 809       |

## Medagliere
Nazione ospitante
| Posiz. | Nazione  | Oro | Argento | Bronzo | Totale |
| ------ | -------- | --- | ------- | ------ | ------ |
| 1      | Germania | 1   | 1       | 0      | 2      |
| 2      | Ungheria | 1   | 0       | 1      | 2      |
| 3      | Italia   | 0   | 1       | 1      | 2      |